# Championnats de Colombie de cyclisme sur route 2015
Les championnats de Colombie de cyclisme sur route Élite messieurs se disputent les 7 et 8 février. Ils se déroulent, à Rionegro dans le département d'Antioquia. Ils voient la victoire de Rigoberto Urán dans l'épreuve du contre-la-montre et de Robinson Chalapud dans la course en ligne.

## Programme
La convocation de la fédération colombienne de cyclisme pour les championnats Élite présente le programme.
- Samedi 7 février à 8h00 (locales) : 
  - Contre-la-montre individuel Élite messieurs : 40,6 km

- Dimanche 8 février à 8h00 (locales) : 
  - Course en ligne Élite messieurs : 188,8 km

## Participation
Dès les mondiaux 2013, à Florence, Nairo Quintana avance dans une discussion avec les dirigeants de la fédération nationale, que si les championnats nationaux se disputaient lors du premier trimestre de l'année, les meilleurs coureurs seraient présents et seraient honorés de disputer ces courses. Cette demande est réitérée aux instances dirigeantes du cyclisme colombien par les coureurs Élite, appartenant à la sélection colombienne, lors des mondiaux de Ponferrada. Dans la conversation, il apparaît qu'il serait judicieux de les placer après le Tour de San Luis. Le week-end du 7 et 8 février est alors proposé. Cette requête devient réalité grâce aux efforts conjoints des dirigeants et des coureurs les plus représentatifs du pays sur le Vieux continent.

En effet, le transfert des championnats Élite au début de l'année permet la présence de coureurs absents de Colombie la plupart de la saison et les médias de communication en font un rendez-vous important. Pas moins de quarante-huit demandes d'accréditation arrivent au siège de la fédération, pour les médias de la presse écrite, d'internet, de la radio et de la télévision. Pour la première fois depuis de nombreuses années, le championnat déclenche un véritable engouement chez les meilleurs cyclistes du pays. Onze des quinze coureurs colombiens, ayant un contrat dans une équipe de l'élite mondiale (à licence UCI World Tour), annoncent leur participation. Seuls manquent à l'appel Janier Acevedo (Cannondale-Garmin), Darwin Atapuma (BMC Racing), Esteban Chaves (Orica-GreenEDGE) et Sergio Henao (Sky). De plus, quarante et un autres coureurs appartenant à des équipes continentales ou continentales professionnelles augmentent, par leur concours, le niveau des championnats. Pour compléter le plateau, onze équipes de marques colombiennes et dix-huit ligues cyclistes départementales disputent les compétitions. En l'absence d'épreuve classée 1.1 ou 2.1 par la fédération internationale, en Colombie, c'est aussi le seul week-end de compétitions où le public colombien peut voir les coureurs d'équipe World Tour.
La précédente convocation détaille les modalités de participation.
- Contre-la-montre individuel Élite messieurs : deux participants par ligue et deux par équipes professionnelles, au maximum.
- Course en ligne Élite messieurs : six coureurs par ligue ou équipes professionnelles, au maximum.

## Podiums
| Épreuves                      | Or                                     | Argent                                                   | Bronze                                        |
| ----------------------------- | -------------------------------------- | -------------------------------------------------------- | --------------------------------------------- |
| Compétitions masculines élite |                                        |                                                          |                                               |
| Course en ligne               | Robinson Chalapud (Orgullo Antioqueño) | Daniel Jaramillo (Jamis-Hagens Berman)                   | Jeffry Romero (Boyacá Raza de campeones)      |
| Contre-la-montre              | Rigoberto Urán (Etixx-Quick Step)      | Rafael Infantino (EPM - Tigo - UNE - Área Metropolitana) | Hernando Bohórquez (Boyacá Raza de campeones) |

## Déroulement des championnats

### 7 février: le contre-la-montre individuel Élite messieurs
En décrochant la victoire dans l'exercice solitaire, Rigoberto Urán concrétise l'objectif principal qu'il s'était fixé en venant disputer ces championnats.

Les vingt-quatre concurrents se disputent le titre dans l'ouest du département (es) d'Antioquia, sur un parcours en boucle de 40,6 km. Le départ est donné devant le centre commercial "Mall Llanogrande" (dans la municipalité de Rionegro). Les coureurs passent par Don Diego (vereda d'El Retiro) et trouvent au onzième kilomètre, l'unique difficulté du tracé, classée en quatrième catégorie. Ils rejoignent La Ceja, située à mi-parcours, puis retour au "Mall Llanogrande" par San Antonio de Pereira (Rionegro). À la différence de l'année précédente, particulièrement chaotique, l'organisation de la compétition n'a pas souffert de dysfonctionnement majeur. Pour avoir été négligent sur le passage obligé au point de mesure et de pesage de leur bicyclette, générant certaines tensions et moments de stress, quelques coureurs ont, cependant, perdu de précieuses secondes, au moment de prendre le départ.

Grand favori, à son corps défendant (car en pleine préparation de sa saison), Urán justifie son statut, sur ses routes d'entraînement. Devant un nombreux public, tout acquis à sa cause, il domine, du début à la fin, l'épreuve, disputée à proximité de son domicile colombien. Ainsi il rejoint et dépasse Marvin Angarita, parti deux minutes avant lui. Il passe au pointage intermédiaire de la mi-course en 26 min 41 s, avec 43 s d'avance sur le résident de La Ceja, Rafael Infantino. À l'arrivée, en réalisant le temps de 51 min 20 s, Rigoberto Urán devance de 1 min 34 s, Infantino et de 2 min 35 s, Hernando Bohórquez. Alors qu'une minute sépare ce dernier du treizième. Ainsi Bohórquez prive, pour seulement sept secondes, Róbigzon Oyola de la dernière marche du podium. Bien qu'il reconnaisse la supériorité d'Urán, Infantino fait partie des victimes, inattentives au passage au point de mesure et de pesage. En effet, pour un problème de hauteur de selle, Infantino prend le départ, déstabilisé, avec vingt-trois secondes de retard sur l'horaire prévue.

Les médaillés de cette vingt-deuxième édition sont des spécialistes de l'effort solitaire puisque Rigoberto Urán, médaillé d'argent du championnat national en 2007, a gagné le contre-la-montre en plaine du précédent Tour d'Italie. Tandis que le vainqueur du Clásico RCN 2011, Rafael Infantino a déjà obtenu l'argent en 2010 et Hernando Bohórquez, le bronze chez les Espoirs en 2013. Grâce à la victoire de Rigoberto Urán, le maillot tricolore de champion de Colombie pourra être, pour la première fois, au départ d'épreuves chronométrées de l'UCI World Tour.

### 8 février: la course en ligne Élite messieurs
Robinson Chalapud, caché dans le peloton, met à profit le travail des autres, pour surgir dans les derniers mètres et s'imposer au sprint. Il devient, ainsi, le troisième Nariñense champion national.

Les cent trente-trois coureurs ont pris le départ à Medellín, devant l'Edificio inteligente, siège social de l'entreprise EPM pour une course longue de 188,8 km. Un parcours de liaison d'une cinquantaine de kilomètres (51,1 km exactement), sur l'autoroute reliant Medellín à Bogota, a mené les concurrents sur un circuit à parcourir trois fois. La boucle terminale est assez proche du parcours de l'épreuve chronométrée de la veille, même s'il développe, cette fois, 45,9 km. L'emplacement de la ligne d'arrivée est identique à celle du jour précédent, devant le centre commercial Mall Llanogrande, à Rionegro. Mais les coureurs la franchiront dans le sens opposé. Les principales difficultés sont le col de la Virgen, classé en deuxième catégorie, situé peu après le vingt-cinquième kilomètre et le col de troisième catégorie, du Enano, placé sur le circuit et à escalader trois fois.

Les concurrents partent de Medellín sous la pluie et un ciel couvert. Cela ne dissuade pas les premières attaques. Francisco Colorado est le premier à s'enfuir, aux environs de Bello. Il reçoit du soutien dans l'ascension de l'alto de la Virgen et c'est un groupe d'une douzaine d'hommes, qui ouvre la route. Rapidement Colorado et Jefferson Vargas ne peuvent suivre le rythme de leurs dix compagnons. L'avance des échappés est de 4 min 30 s, à l'entrée du circuit final. Les dix ne s'entendent pas et l'écart chute à 2 min 6 s à quarante kilomètres de l'arrivée. Lorsque le peloton arrive à moins d'une minute trente des fuyards, Dayer Quintana attaque et disloque le petit groupe. Dans un premier temps, Didier Sastoque et Luis Alfredo Martínez l'accompagnent. La dernière montée de l'alto del Enano, situé à dix-huit kilomètres de l'arrivée, est le point stratégique de la course. Non seulement, Dayer Quintana s'isole mais les coureurs colombiens, luttant sur les courses européennes, comme Rigoberto Urán, mettent à profit la dernière difficulté du jour, en accélérant fortement, pour se rapprocher du frère cadet de Nairo Quintana. Relayé par l'équipe Orgullo Antioqueño, cette action réduit, également, le nombre des coureurs dans le peloton. Dayer se fait rejoindre à trois kilomètres de l'arrivée, d'abord par deux hommes, Alexis Camacho et Walter Vargas. Ce dernier tente de partir seul dans les deux derniers kilomètres, sans succès. Le peloton réduit (dont ne fait plus partie Carlos Betancur) se dirige, alors, vers un sprint. Mais l'éclatement de la roue avant de Nairo Quintana, à moins de trois cent mètres de la ligne, provoque la chute de plusieurs concurrents et la désorganisation du peloton. Sur une chaussée détrempée, la victoire se joue en petit comité. Juan David Montoya lance le sprint mais il est rapidement absorbé. Son coéquipier Chalapud se détache, alors, sur le côté droit pour devancer de peu Daniel Jaramillo et Jeffry Romero, médaillé de bronze. Urán, vainqueur la veille, échoue à la quatrième place et José Serpa, autre coureur de la catégorie UCI World Tour, termine cinquième.
Robinson Chalapud révèle à l'arrivée, qu'il avait toujours rêvé de devenir champion national. Il ajoute que sa victoire à d'autant plus de valeur qu'il a battu des coureurs de la qualité de Rigoberto Urán ou de Nairo Quintana. À la différence de l'année précédente, où il voulait disputer les championnats que son manager sportif Claudio Corti ne l'avait pas autorisé à concourir, cette année, sa nouvelle équipe lui a fait confiance. Comme conseillé par Gabriel Jaime Vélez, son nouveau directeur technique, il est resté attentif à la course d'Urán et de Quintana, puis se sentant bien, il a pu sprinter. Selon lui, il ne faut pas voir ce titre comme une revanche mais comme sa première victoire avec l'équipe Orgullo Antioqueño (et ce dès sa première course). Le héros malchanceux du jour, Dayer Quintana a cru pouvoir gagner et se voyait vêtu du maillot tricolore de champion de Colombie. Il avait appliqué la stratégie mise en place, à savoir placer un des trois membres de l'équipe World Tour Movistar dans une échappée et terminer détaché.

## Tableau des médailles
Six médailles sont distribuées lors des compétitions. Les médailles gagnées par les coureurs, sous le maillot d'une équipe de marque, sont comptabilisées dans le tableau pour la Ligue cycliste départementale d'origine de ceux-ci. Le vainqueur de chaque épreuve, en plus de la médaille, reçoit le maillot de Champion de Colombie.
| Rang  | Nation    | Or | Argent | Bronze | Total |
| ----- | --------- | -- | ------ | ------ | ----- |
| 1     | Antioquia | 1  | 2      | 0      | 3     |
| 2     | Nariño    | 1  | 0      | 0      | 1     |
| 3     | Boyacá    | 0  | 0      | 2      | 2     |
| Total | Total     | 2  | 2      | 2      | 6     |